# Święty Franciszek Borgiasz u łoża konającego grzesznika

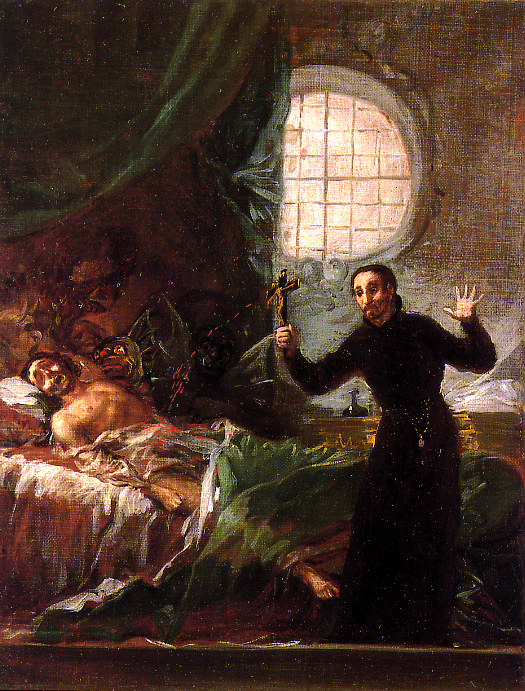
Szkic przygotowawczy, 38 x 29 cm, kolekcja prywatna

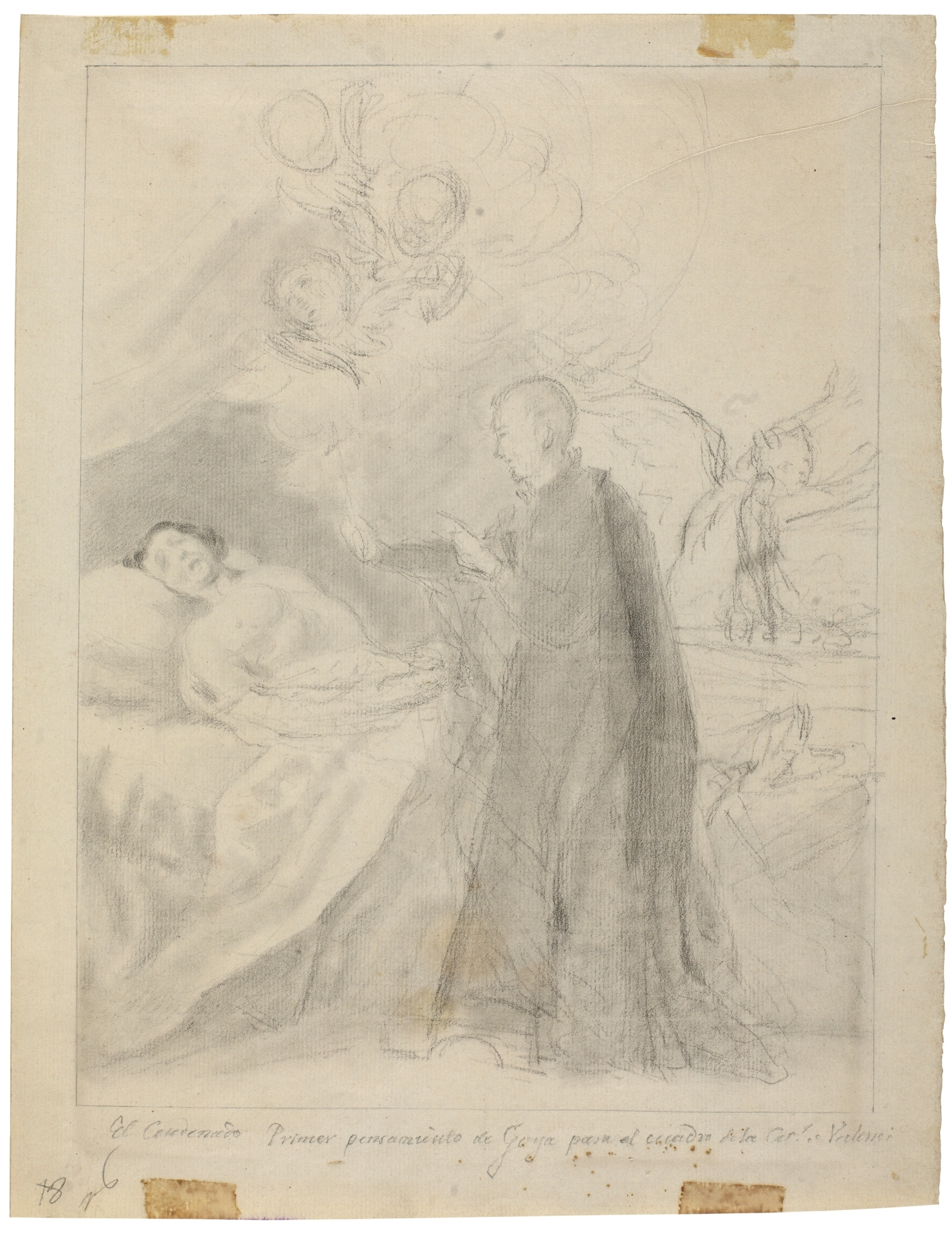
Rysunek przygotowawczy, ołówek, 35,2 x 27,3 cm, Prado

Święty Franciszek Borgiasz u łoża konającego grzesznika lub Święty Franciszek Borgia i konający zatwardziały grzesznik (hiszp. San Francisco de Borja asistiendo a un moribundo lub San Francisco de Borja y el moribundo impenitente) – obraz olejny hiszpańskiego malarza Francisca Goi znajdujący się w Katedrze w Walencji.

## Okoliczności powstania
W latach 1787–1788 María Josefa Pimentel y Téllez-Girón, księżna Osuny zainicjowała renowację znajdującej się pod patronatem jej rodziny kaplicy św. Franciszka Borgiasza w Katedrze w Walencji. Święty, który za życia był księciem Gandía i markizem de Lombay, był przodkiem księżnej Osuny. Do kaplicy zamówiono trzy nowe płótna, których tematem były sceny z życia świętego. Główny obraz Nawrócenie świętego Franciszka Borgiasza wykonał Mariano Salvador Maella. Goya namalował dwa obrazy do bocznych ścian kaplicy: Święty Franciszek Borgiasz żegnający się z rodziną i Święty Franciszek Borgiasz u łoża konającego grzesznika. Wielkoformatowe płótna były gotowe przed 16 października 1788: taka data widnieje na rachunku za obrazy, który Goya wystawił księżnej na sumę 30 000 reali de vellón. Obrazy te gloryfikują świętego jezuitę zaledwie 20 lat po kasacie i wypędzeniu tego zakonu z Hiszpanii. Płótna znacznie różnią się od siebie: pierwsze ma charakter preromantycznego dzieła historycznego, podczas gdy na drugim pojawiają się demony charakterystyczne dla późniejszych dzieł Goi. 
Franciszek Borgiasz urodził się w 1510 w Gandii, w Walencji. Pochodził z wpływowego rodu Borgiów, otrzymał arystokratyczne wykształcenie i służył na dworze króla Karola V Habsburga. Ożenił się z Leonor de Castro i miał ośmioro dzieci. Jako zaufany człowiek króla, w 1539 otrzymał zadanie sprowadzenia ciała zmarłej królowej Izabeli Portugalskiej z Toledo do Grenady. Po przybyciu do miasta Franciszek musiał otworzyć trumnę, aby udowodnić, że zawierała ciało królowej. Widok rozkładającego się ciała niegdyś pięknej władczyni wstrząsnął nim tak, że postanowił „nigdy więcej już nie służyć śmiertelnemu władcy”. Po śmierci żony w 1546 wstąpił do nowo powstałego zakonu jezuitów, odrzucając dobra doczesne i tytuły.

## Opis obrazu

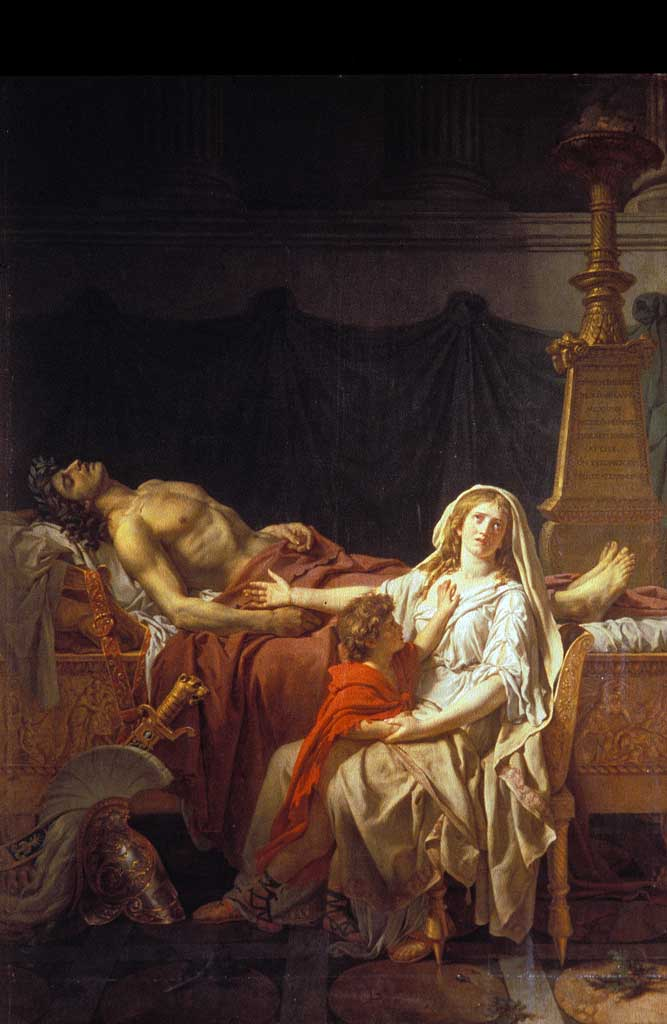
Ból Andromachy, Jacques-Louis David, 1783

Obraz przedstawia jeden z popularnych motywów ikonografii jezuickiej – cud św. Franciszka, który został przyprowadzony do zatwardziałego grzesznika odmawiającego przyjęcia ostatniego namaszczenia. Wobec oporu umierającego przed zbawieniem Chrystus z krucyfiksu świętego sięga ręką do broczącej krwią rany w swoim boku i ciska nią na grzesznika. Mężczyzna wydaje ostatnie tchnienie, przeklinając Chrystusa, a demony zabierają jego duszę. 
Goya wiernie przedstawił epizod z żywota świętego. Scena rozgrywa się w ciemnym pokoju, oświetlonym jedynie przez okrągłe okno, w połowie zasłonięte zieloną kotarą. Po prawej stronie stoi św. Franciszek ubrany w prosty, czarny habit. W ręce niczym broń trzyma krucyfiks, na stole za nim stoi ampułka z olejem do namaszczenia chorych. Modli się o zbawienie duszy umierającego, który nie chce okazać skruchy. Z ran Chrystusa tryska krew, która oczyszcza grzesznika i wypędza demony z jego ciała. Na twarzy świętego widać strach i zdziwienie wobec cudu. Czyhające na duszę umierającego demony gromadzą się za łóżkiem, otacza je czerwona łuna przypominająca ognie piekielne. Jest to pierwsze dzieło Goi, w którym pojawiają się fantastyczne potwory i monstra, owoce wyobraźni artysty typowe dla jego późniejszej twórczości, m.in. Kaprysów. Straszydła są inspirowane hiszpańską sztuką średniowieczną. Artysta zastąpił nimi cherubiny zwykle towarzyszące postaciom świętych. 
Zielona zasłona dzieli kompozycję na dwie części: prawa strona to przestrzeń świętego z krucyfiksem, a lewa należy do grzesznika i demonów. Konający w bólu mężczyzna leży półnagi w łóżku, jego bezwładna noga dramatycznie wysuwa się z pościeli. Twarz jest wykrzywiona w męce, kolor skóry jak u zmarłego. Sposób w jaki Goya namalował jego ciało zapowiada styl typowy dla czarnych obrazów. Pierś nadyma się, kryjąc w sobie demona, który walczy ze świętym o duszę grzesznika. Alfonso Pérez Sánchez zwraca uwagę na podobieństwo kompozycyjne z Bólem Andromachy Jacques-Louis Davida, zwłaszcza ułożenie ciała. Ten obraz z 1783 roku zagwarantował Davidowi miejsce w paryskiej akademii, nie wiadomo jednak, czy Goya znał to dzieło. Historycy sztuki przypuszczają, że Goya pojechał do Francji w 1787 roku i mógł mieć kontakt z twórczością Davida.
Obraz charakteryzuje silny ekspresjonizm, który odróżnia go od innych dzieł religijnych Goi z tego samego okresu i potwierdza nielinearną ewolucję stylu malarza. Mroczna atmosfera obrazu jest przeciwieństwem Śmierci świętego Józefa, którą Goya namalował rok wcześniej. Odejście świętego to scena pełna ciepłego światła, spokoju i miłości, podczas gdy umierającemu grzesznikowi towarzyszy napięcie i strach. Sánchez Cantón łączy ten obraz z dziełem Miguela Ángela Houasse'a Objawienie Jana Franciszka Regisa. Sylwetka świętego przypomina ukazaną na obrazie Goi pt. Kazanie świętego Bernardyna ze Sieny przed Alfonsem Aragońskim.
Goya zastosował szybkie, zdecydowane pociągnięcia pędzlem z dużą ilością farby. Wyróżniają się ciepłe odcienie zieleni i aury świętego.

## Szkice przygotowawcze
Zachowały się dwa szkice przygotowawcze. Pierwszy wykonany ołówkiem na papierze jest bardziej akademicki. Scena jest znacznie łagodniejsza – święty jest spokojny i opanowany, a leżący w łóżku grzesznik wydaje się zrezygnowany. Nad nimi widoczne są trzy cherubiny, a po prawej uciekający skrzydlaty diabeł. Kompozycja olejnego szkicu została w większości zachowana w ostatecznym dziele, istnieją jednak drobne różnice. Potwory ze szkicu są bardziej przerażające i zwierzęce: obok rogatego demona, który pojawia się z profilu po lewej stronie, znajduje się głowa kozła, a za nią kolejna potworna istota o dużych czerwonych oczach. Resztę przestrzeni zajmuje ciemny, skrzydlaty demon, który opiera pazury o łóżko. Ciało grzesznika jest bardziej wykrzywione, zaciska pięść i miota nogami, o czym świadczą plamy światła, które Goya namalował na zielonym kocu. Święty nie ma aureoli, stoi bliżej umierającego i patrzy na ziemię, aby nie kontemplować okropnego widoku grzesznika egzorcyzmowanego krwią Chrystusa płynącą z krucyfiksu. Okno jest ozdobione gipsowym gzymsem, który zniknął na końcowym płótnie, a pręty są rzadziej rozłożone. W wielu miejscach widoczny jest czerwony podkład, szczególnie w obszarze łóżka. Według Juliet Wilson Bareau Goya zmienił niektóre szczegóły, aby uzyskać bardziej elegancki efekt, właściwy dla obrazu zdobiącego katedrę.

## Proweniencja
Od czasu powstania w 1788 obraz znajduje się w katedrze w Walencji. Szkic olejny należał do prywatnych zbiorów kolekcjonera Francisca Acebala y Arratii. Następnie trafił do prywatnej kolekcji markizów de Santa Cruz, gdzie obecnie się znajduje. Szkic ołówkiem znajduje się w zbiorach Prado.